# Шумейкер, Скип
Джаред Майкл «Скип» Шумейкер (англ. Jared Michael "Skip" Schumaker; род. 3 февраля 1980, Торран, Калифорния, США) — американский бейсболист, выступавший в Главной лиге бейсбола за команды «Сент-Луис Кардиналс», «Лос-Анджелес Доджерс» и «Цинциннати Редс». Играл на позиции игрока второй базы. Является действующим тренером и менеджером.

## Карьера
Задрафтован «Кардиналами» в пятом раунде драфта 2001 года. Начинал с команды уровня A- системы «Кардиналов», в следующем году A+, затем два года подряд в «Теннесси», команды уровня АА, затем переведён в «Мемфис Редбёрдс», команду уровня ААА, откуда и вызван в МЛБ 8 июня 2005 года на поединок с «Ред Сокс», где вышел пинч-хиттером и получил страйкаут с подачи Дэвида Уэллса.
Первый хоум-ран выбил 5 апреля 2006 года в поединке против «Филлис». Выходил на биту в сезоне всего 54 раза, поэтому шансов попасть в постсезон у него не было и участия в победе «Сент-Луиса» в Мировой Серии он не принимал.
9 февраля 2009 года команду покинул второй базовый Адам Кеннеди и Скип стал наигрываться на роль основного игрока второй базы, так как до этого использовался по большей части как разносторонний аутфилдер.
8 февраля 2010 года подписал с «Кардиналами» двухлетний контракт на 4,7 млн долларов.
9 августа 2010 года в поединке против «Редс» выбил грэнд-слэм, пока единственный в его карьере, с подачи Майка Лика.
23 августа 2011 года в конце девятого иннинга вышел питчером, сделав 2 страйкаута, один уолк и пропустив двухочковый хоум-ран Аарона Майлза.
12 декабря 2011 года подписал контракт ещё на два года по 1,5 млн долларов на каждый сезон.

## Семья
Женат. Супруга Линдси, есть сын Броди Хадсон и дочь Пресли Роуан.